# Агіпранд Сполетський
Агіпранд — у 742—744 роках герцог Сполетський.
Лютпранд, король лангобардів не визнав повернення Тразімунда II у 740 році на престол герцога Сполетського та звернувся до наступника папи Захарія у 742 році та пообіцяв повернути йому захоплені міста. Військо лангобардів і римлян змусило Тразімунда залишити свої володіння. Його зловили та ув'язнили до монастиря. Герцогом Сполетським став Агіпранд, небіж Лютпранда. Проте, новий герцог Беневентський Годшалк, який спадкував трон без згоди короля лангобардів, надав допомогу Тразімунду.
Після смерті Лютпранда у 744 році Тразімунд II відновив свою владу у Сполето, змістивши Агіпранда.